# Mansplaining
Mansplaining o explicació masculina condescendent és un anglicisme usat per a designar l'acció i efecte d’un home que, de manera paternalista o condescendent, fent ostentació d’una suposada superioritat intel·lectual, explica a una dona, com si ella no la conegués, alguna cosa que ella ja sap, possiblement millor que el seu interlocutor. Se’n va fer un ús generalitzat a partir del llibre de Rebecca Solnit Els homes m’expliquen coses (2014), en el qual descriu com un home pretenia explicar-li i recomanar-li un llibre que ell havia llegit sense deixar que ella parlés, i sense permetre que li fes saber que ella era l’autora del llibre del qual ell parlava.
En general es tracta de narratives paternalistes, condescendents i esbiaixades cognitivament des d'una mirada masculina. És una paraula emprada pel feminisme per designar l'acció d'un home que tendeix a relacionar-se de forma condescendent o paternalista amb una dona i que, a vegades, explica a la dona coses relacionades amb ella mateixa, o en general amb la condició de dones, com si ella no les conegués.
Segons la periodista Lily Rothman (The Atlantic), el mansplainer es dedica a "explicar i explicar i explicar", sense interessar-se si la interlocutora controla sobre el tema en qüestió o fins i tot si "en sap més que ell". L'escriptora i assagista Rebecca Solnit explica el fenomen a conseqüència de "combinar excés de confiança i pensament il·luminat".

## Etimologia
La paraula en anglès és un mot creuat entre man (home) i explaining (del verb "explicar"). En català s'usa com a substantiu de gènere masculí. Es va fer d'ús generalitzat a partir del llibre "Els homes m'expliquen coses", de Rebecca Solnit, en el qual descriu com un home pretenia explicar-li i recomanar-li un llibre que havia llegit sense deixar que ella parlés, i en particular sense permetre que ella li fes saber que era ella mateixa l'autora del llibre del qual parlava.

## Definició
Mansplaining refereix un espectre que va des del poc respecte pel criteri de la persona que escolta el mansplainer a la pressuposició que la interlocutora no disposa de la capacitat d'entendre quelcom de forma autònoma pel simple fet de ser una dona. S'empra també per referir-se a la persona que instrumentalitza una conversa per tal d'autoerigir-se com l'interessant del grup; en particular, si aquest posicionament social es persegueix invisibilitzant o menystenint les dones presents.